# Hà Vĩ Địa
Hà Vỹ Địa (Hangul: Ha Wiji; 1387-1456) là một chính trị gia trong những năm đầu triều đại Triều Tiên. Ông được biết đến như một trong những Tử Lục Thần (Sayuksin) đã tiến hành cuộc chính biến Đinh Sửu nhằm lật đổ vua Triều Tiên Thế Tổ.

## Tiểu sử
Hà Vỹ Địa sinh năm 1387 trong một gia đình quý tộc lưỡng ban thuộc Tấn Châu Hà thị. Ông tham gia khoa cử năm 1435 và đỗ đạt cao trong kỳ thi năm 1438. Ông được bổ nhiệm vào Tập Hiền Điện vào năm 1442 thì được Thế Tông trở thành lãnh đạo (gyori), tham gia biên sử và các văn bản khác.
Sau cái chết của vua Thế Tông, Thế tử Lý Hướng lên ngôi, tức Triều Tiên Văn Tông. Tuy nhiên, năm 1452, Văn Tông chết do bệnh nặng khi mới làm vua được hai năm (1450-1452). Triều đình tôn hoàng tử nhỏ tuổi ngôi vua, tức Triều Tiên Đoan Tông, tuy nhiên thực quyền lại nằm trong tay hai quyền thần Hoàng Phủ Nhân (Hwangbo In) và Kim Tông Thụy (Kim Jongseo). Năm 1453, phái đối lập trong triều đình do Thủ Dương Đại Quân Lý Nhu đứng đầu tiến hành giết tướng Kim Tông Thụy, Hà Vỹ Địa xin rút lui khỏi quan trường. Đến năm 1455, vua Đoan Tông lại bổ nhiệm ông làm Lễ bộ thị lang.
Trong năm 1455, Thủ Dương Đại Quân tiến hành lưu đày rồi sát hại Lỗ Sơn Quân, sau đó bức vua Đoan Tông thoái vị làm Thái Thượng vương, lên ngôi vua tức Triều Tiên Thế Tổ. Năm 1456, Hà Vỹ Địa  - cùng nhiều đại thần trong triều đình - do bất mãn với hành vi soán ngôi của Thế Tổ nên đã âm mưu thiết lập đảo chính nhằm đưa Đoan Tông trở lại ngôi vua. Tuy nhiên, Tư nghiệp Thành Quân Quán Kim Trực (Kim Jil) đã phản bội và mật báo cho Thế Tổ. Chính biến Đinh Sửu thất bại, Hà Vỹ Địa cùng các đại thần Phác Bành Niên (Pak Paengnyeon), Thành Tam Vấn (Seong Sam-mun), Lý Khải (Yi Gae), Du Ứng Phu (Yu Eung-bu), Liễu Thành Nguyên (Yu Seong-won) bị bắt sau đó bị giết. Sử sách gọi sau người là Tử Lục Thần (Sayuksin).